# Samotność liczb pierwszych
Samotność liczb pierwszych (wł. La solitudine dei numeri primi) – włosko-francusko-niemiecki dramat filmowy z 2010 roku w reżyserii Saverio Costanzo, zrealizowany na podstawie powieści pod tym samym tytułem autorstwa Paola Giordano. W rolach głównych wystąpili Alba Rohrwacher i Luca Marinelli.
Premiera filmu miała miejsce 9 września 2010 roku w konkursie głównym na 67. MFF w Wenecji. Dzień później obraz trafił do kin we Włoszech. Do kinowej dystrybucji w Polsce wszedł 23 marca 2012 roku.

## Fabuła
Film opowiada historię bohaterów, Mattia i Alice, dwójki samotników i odludków, odrzuconych przez rówieśników, którzy mają problemy z akceptacją samych siebie. Ona, po wypadku na nartach, utyka i wpadła w anoreksję. On jest matematycznym geniuszem, ale pewnego dnia nie upilnował swej upośledzonej siostry-bliźniaczki i przyczynił się do jej zaginięcia. Traumy z dzieciństwa, uniemożliwiają im normalne funkcjonowanie. Wchodząc w dorosłość, na przemian zbliżają się do siebie i oddalają.

## Obsada
- Alba Rohrwacher jako Alice (dorosła)
- Luca Marinelli jako Mattia Balossino (dorosły)
- Arianna Nastro jako Alice (nastolatka)
- Vittorio Lomartire jako Mattia (nastolatek)
- Martina Albano jako Alice (dziecko)
- Tommaso Neri jako Mattia (dziecko)
- Aurora Ruffino jako Viola
- Giorgia Pizzo jako Michela
- Isabella Rossellini jako Adele
- Maurizio Donadoni jako Umberto
- Roberto Sbaratto jako Pietro
- Giorgia Senesi jako Elena
- Andrea Jublin jako Fabio
- Filippo Timi jako klaun

## Produkcja
Zdjęcia kręcono w Turynie i Jenie.